# Подстрока
В информатике подстрока — это непустая связная часть строки.

## Формальное определение
Пусть {\displaystyle L=c_{0}\dots c_{n-1}} — строка длины {\displaystyle n}.
Любая строка {\displaystyle S=c_{i}\dots c_{j}}, где {\displaystyle 0\leq i\leq j\leq n-1}, является подстрокой {\displaystyle L} длины {\displaystyle j-i+1}.
- Если {\displaystyle i=0}, то {\displaystyle S} называется префиксом {\displaystyle L} длины {\displaystyle j+1}.
- Если {\displaystyle j=n-1}, то {\displaystyle S} — суффикс {\displaystyle L} длины {\displaystyle j-i+1}.

## Пример
С точки зрения информатики строки «кипед», «Вики», «дия» являются подстроками строки «Википедия»; при этом «Вики» — префиксом, а «дия» — суффиксом.
```
Википедия
|||||||||
||кипед||
||||  |||
Вики  |||
      дия
```

## Получение подстроки
Если line — исходная строка, begin — индекс первого символа подстроки, end — индекс последнего символа подстроки, то подстрока subline вычисляется следующим образом:

### В языкеC
char* subline = ( char* )malloc( end - begin + 2 );

memcpy( subline, line + begin, end - begin + 1 );

subline[ end - begin + 1 ] = '\0';

### В языкеPython
subline = line[begin:end+1]
В языке python подстрока является слайсом (срезом) (англ. slice, array slicing).

### В языкеPerl
my $subline = substr $line, $begin, $end - $begin + 1;

### В языкеPHP
$subline = substr($line, $begin, $end - $begin + 1);

### В языкеPascal
subline := Copy(line, _begin, _end - _begin + 1);

### В языкеRuby
subline = line[begin..end]

### В языкеJava
subline = line.substring(begin,end+1)

### В языкеC++
string subline = line.substr(begin, end - begin + 1);

## Операции с подстрокой
Помимо простой задачи выделения подстроки из строки по двум индексам существует и более сложная задача поиска индексов, указывающих на заданную подстроку в строке (поиск вхождения подстроки в строку).